# 蝶形骨

蝶形骨の位置を様々な角度から見た動画。出典：Anatomography。

蝶形骨（ちょうけいこつ、英: Sphenoid bone）は、頭部の骨の一つである。
ヒトの成人の蝶形骨は1つの体と3対の突起（大翼、小翼、翼状突起）よりなる。

## 部位

### 体
後頭骨の底部の前方にあり、前方は鼻腔に達する。
内部は副鼻腔の一つである蝶形骨洞で占められている。

### 翼突鈎
翼突鈎（よくとつこう、英: Pterygoid hamulus）は蝶形骨翼状突起内側板の下端にあるフック状の突出部である。
翼突鈎は以下の2つの役割を果たす：
- 口蓋帆張筋の滑車
- 翼突下顎縫線の上方起始部

## 蝶形骨と連結する骨（9種類14個）
- 鋤骨：蝶鋤骨縫合
- 篩骨：蝶篩骨縫合　蝶篩骨軟骨結合
- 前頭骨：蝶前頭縫合
- 後頭骨：蝶後頭軟骨結合
- 頭頂骨（左右）：蝶頭頂縫合
- 側頭骨（左右）：蝶鱗縫合
- 頬骨（左右）：蝶頬骨縫合
- 口蓋骨（左右）：
- 上顎骨（左右）：蝶上顎縫合

## 語源
昭和初期までは ラテン語: os sphenoidale の直訳で楔状骨と呼ばれていたが、
足根にも楔状骨と訳される部位があって紛らわしいため、
骨の形が蝶の形に見えることから、1944年に日本解剖学会『解剖学用語』において新しくこの用語が選定された
。
はじめは蝶骨とする案もあったが、今度はチョウコツという発音が腸骨と同音になるため、「形」の字が加えられたという 。
楔状骨の名は現在では足根骨にのみ用いられている（なお、足根骨にある楔状骨の原語は ラテン語: os cuneiformise つまり直訳すれば「楔形文字骨」であって、ラテン語においてはそもそも同名ではなかった）。